# 断食療法
断食療法（だんじきりょうほう）とは、古くより宗教上の行事として行われてきた断食に、治療面からの効果を見出し行われる治療法。絶食療法とも。

## 概要
食物を一定期間摂取しない絶食により病気を治療する方法で、近年では医学界でも「絶食療法」として見直される動きがある。欧米では肥満症の治療に、ロシアでは主として精神病患者に、日本では心身症の治療に応用されている。バラモン教、ユダヤ教、キリスト教、イスラム教など世界中の多くの宗教儀式で行われてきた絶食に、医療的効果があることが認識され始めたのは明治以降であり、断食行者の生理学研究が発表されたのは昭和初期である。
断食療法の適応症は広く、心身症や神経症、不眠症をはじめ、慢性胃炎、過敏性大腸症候群、過呼吸症候群、心因性気管支喘息、メニエール症候群、動揺性高血圧、更年期障害、自律神経失調症、関節リュウマチ、肥満などの疾患がある。一方、禁忌としては肺結核、心筋梗塞、心不全、脳血管障害、腎不全、悪性腫瘍、潰瘍などがある。また、低年齢と高齢者も避ける。研究成果が発表されつつあるが、劇的な効果を上げることもある一方、死亡事故も起こっているため、医学的な適応を誤らず、経験のある指導者の下で適正な方法で実践されるべきである。

### 甲田光雄の研究
医師で絶食療法の推進者である甲田光雄によると、多くの疾病で効果が見られたが特に関節リウマチでは、半日断食で劇的な効果が見られたと報告されている。大阪大学第三内科、浜松医科大学・公衆衛生、愛知医科大学病理学教室、サンスター臨床研究室の協力の元、関節リウマチ患者15名を対象とするリウマチ健康合宿において、全員に好転が見られたとしている。また、ドイツのアオエルバッハ病院のバッハ博士により、第3回国際リウマチ治療学会で断食療法が関節リウマチに効果があったこと（免疫抗体の上昇並びに好中球の殺菌活性の上昇、キラー細胞の増加など）が発表されている。機序は解明されていないが、腸内細菌との関係が動物実験によって示唆されている。また、多発性硬化症、全身性エリテマトーデス、ベーチェット病、慢性疲労症候群、潰瘍性大腸炎などの難病に顕著な効果があったという。

### マーク・マットソンの研究
アメリカ国立衛生研究所（NIH）の一部門である、アメリカ国立老化研究所の医師で神経科学者マーク・マットソンは、25年にわたって間欠断食の健康影響を調査した。動物実験とヒト研究から、絶食と摂食の時間を交互に繰り返すことで、代謝スイッチと呼ばれるいにしえの食糧不足への適応反応を惹起することにより細胞の健康をサポートすることが示唆されている。このスイッチは、細胞が急速にアクセス可能な糖質燃料のストックを使い果たし、より遅い代謝プロセスで脂肪を燃料に使い始める際に起きる。多くの研究がこのスイッチが血糖制御を改善しストレスへの抵抗性を増し、炎症を抑えることを示していると述べている。マットソンによれば、細胞は絶食によって軽いストレス下に置かれることで、細胞はストレスへ対処するための能力や抵抗力を高めることでストレスや病気とも対抗するようになるとの仮説を示した。マットソンの研究の中には、中程度の喘息の肥満の成人が、8週間の間、1日おきにカロリー摂取を80％減らし体重の8％を落とし、酸化ストレスおよび炎症のマーカーも同様に減少させ、喘息に関連する症状も軽減しQOL指標でもいくつかの改善がみられた。2011年に国際肥満ジャーナルに発表された研究では、断続的な絶食は、継続的にカロリー制限を行うのと同等の効果があり、インスリン抵抗性に関してはカロリー制限よりもわずかに上回る改善が見られましたとしている。さらにマットソンは絶食がニューロンに与える利益についても研究を行い、10時間から16時間にわたり食事をしないことで、体は蓄積された脂肪をエネルギーとして使うようになる。その後、ケトンという脂肪酸が血流に放出される。これは記憶と学習機能を保護し、脳疾患の進行をも送らせることが示されているとしている。